# 哈罗德·布里格斯
哈罗德·罗登·布里格斯（英語：Harold Rawdon Briggs，1894年7月24日—1952年10月27日），英属印度陆军中将，马来亚英军军事指挥官。1950年退役后被召回，担任马来亚紧急事件马来亚行动主任，由他制定了“布里格斯计划”，旨在打败马来亚共产党开展的农村游击战。